# Edifici al carrer de Llovera, 32
L'Edifici al carrer de Llovera, 32 és un habitatge del municipi de Reus (Baix Camp) inclòs en l'Inventari del Patrimoni Arquitectònic de Catalunya com a Bé Cultural d'Interès Local.

## Descripció
És un edifici cantoner de planta baixa (comercial) i tres pisos, situat al carrer de Llovera, i que fa cantonada amb el carrer de Boule. Presenta una composició simètrica a partir dels buits de la planta baixa i que tenen continuïtat amb les obertures de les plantes. Hi ha obertures balconeres amb llinda i balcó corregut al segon pis de la façana al carrer Llovera. Al tercer pis són dos balcons. Les obertures corresponents al carrer de Boule són finestres amb timpà i cornisa a la part baixa, com a solució per aconseguir la unitat volumètrica amb el conjunt de l'altre carrer. Cal destacar l'ornamentació: mènsules amb modilló, amb continuïtat en les semi-pilastres dels muntants; i plaques amb filigrana en les obertures centrals de l'edifici. El coronament de la façana es realitza amb una barbacana i mènsules que divideixen l'espai amb ornament de plafons envoltats de motllures. La fusteria és de fusta. L'arrebossat i la pedra artificial són els elements utilitzats en la façana.